# Деряжний Федір Михайлович
Федір Михайлович Деряжний (нар. 29 березня 1905 , Нові Санжари  — пом. 29 квітня 1982 , Ньюкасл ) — майстер музичних інструментів, бандурист.
Одержив бухгалтерську освіту. В 1931 р. змайстрував свою першу бандуру. З того часу почав працювати на фабриці в Полтаві де виробляли бандури. Після війни мав свою майстерню музичних інструментів у Васерберзі в Німеччині де виробляв бандури та цимбали. В 1950 р. переїхав в Австралію. Автор пісень та композиції.
На бандурах Ф. Деряжного грали його син П. Деряжний, Г. Бажул, В. Мішалов. Інструмент Г. Бажула роботи Ф. Деряжного знаходиться в музеї кобзарського мистецтва в Переяславі.